# Томблин, Эрл Рэй
Эрл Рэй Томблин (англ. Earl Ray Tomblin, 15 марта 1952, Логан, Западная Виргиния) — американский политик, представляющий Демократическую партию. 35-й губернатор штата Западная Виргиния (2011—2017).

## Биография

### Ранние годы
Эрл Рэй Томблин родился в Логане, Западная Виргиния, в семье Фреды (урожденной Джаррелл) и Эрла Томблин. Эрл Рэй Томблин получил степень бакалавра в Университете Западной Виргинии, где он был членом братства Kappa Alpha, а затем степень магистра делового администрирования в университете Маршалла.

### Политическая карьера
Томблин был избран в палату делегатов штата Западная Виргиния в 1974 году и переизбран в 1976 и 1978 годах. В 1980 году он победил на выборах в сенат штата и впоследствии был четырежды переизбран до избрания на пост губернатора.
11 января 1995 года Томблин был избран 47-м председателем сената штата Западная Виргиния. Эту должность он занимал на протяжении 16-ти лет (самый длинный срок в истории сената Западной Виргинии). Томблин стал первым вице-губернатором Западной Виргинии со времени создании этой должности в 2000 году.
15 октября 2010 года Томблин приступил к исполнению обязанностей губернатора Западной Виргинии вместо избранного в Сенат США Джо Мэнчина. Он также остался председателем сената штата, как того требует Конституция Западной Виргинии, однако не принимал участия в законотворческой деятельности и не получал зарплату председателя сената.
В 2011 году Томблин заявил о своем желании баллотироваться на пост губернатора. Верховный апелляционный суд Западной Виргинии назначил выборы на 4 октября 2011 года, на которых Томблин обошёл своего конкурента от Республиканской партии Билла Мэллони и 13 ноября 2011 года принял присягу в качестве губернатора.

### Личная жизнь
8 сентября 1979 года Томблин женился на Джоанне Джагер. У них есть сын Брент.